# Lycodes heinemanni
Lycodes heinemanni är en fiskart som beskrevs av Soldatov, 1916. Lycodes heinemanni ingår i släktet Lycodes och familjen tånglakefiskar. Inga underarter finns listade i Catalogue of Life.